# Georg Ludwig Frobenius

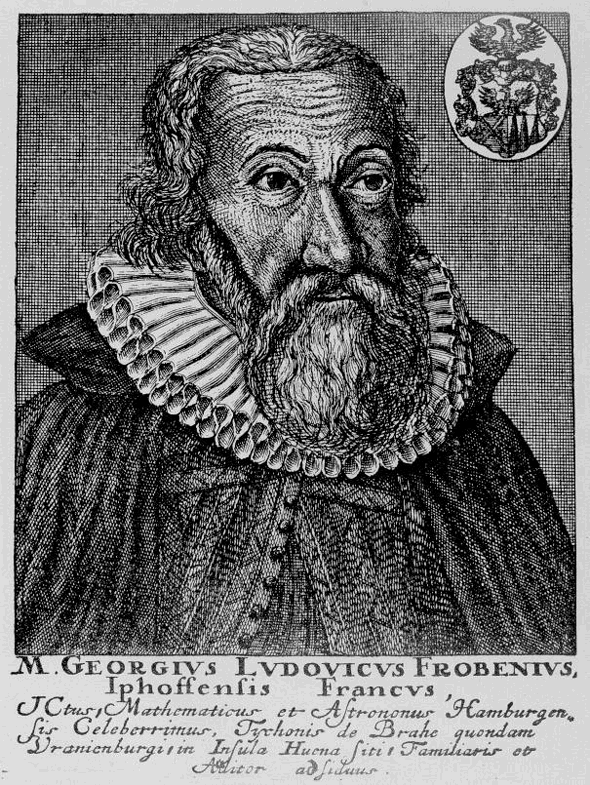
G.L. Frobenius

Georg Ludwig Frobenius, latinisiert von Froben (* 25. August 1566 in Iphofen; † 21. Juli 1645 in Hamburg), war ein Polyhistor, Mathematiker, Buchhändler und hamburgischer Verleger der ersten Hälfte des 17. Jahrhunderts.

## Leben
Georg Ludwig wurde als Sohn des Juristen, Ratsherrn und Bürgermeisters von Iphofen Bonifatius Frobenius (1537–1584) geboren und studierte an den Universitäten Wittenberg und Tübingen. In Wittenberg erlangte er den Magister der Philosophie. Studien- und Interessenschwerpunkte waren neben der Rechtswissenschaft insbesondere die Mathematik und die Astronomie.
Nach einer ersten Stelle als Hauslehrer beim brandenburgischen Kanzler Wilhelm Megkbach bewarb er sich sowohl bei Tycho Brahe wie auch bei Heinrich Rantzau. Zunächst verschaffte er sich ein Erlebnis besonders mittelalterlicher Art bei Tycho Brahe auf dessen Burg Uranienborg auf der dänischen Insel Ven zwischen Kopenhagen und Landskrona im Öresund. Aufgrund später Ankunft musste er vor der hochgezogenen Zugbrücke Brahes im Freien nächtigen. Am nächsten Tag konnte dann keine Einigung hinsichtlich der Konditionen einer Zusammenarbeit bzw. der weiteren Studien Frobens bei Brahe erzielt werden. Brahe verlangte eine sechsjährige unentgeltliche Mitarbeit in seinen Projekten. Als Frobenius diese lange Bindung nicht eingehen konnte, ließ Brahe ihn allerdings auch nicht gehen. So musste Frobenius unter Zurücklassung seiner gesamten Habe die Insel Ven im Wege der Flucht verlassen. Anschließend wurde er Hauslehrer und Sekretär in Diensten des dänischen Statthalters in Holstein Heinrich Rantzau. Dieser beschaffte ihm als Freund Brahes auch die zwangsweise auf der Insel Ven zurück gelassene persönliche Habe zurück.
Viereinhalb fruchtbare Jahre lang war Frobenius in Breitenburg, Segeberg und Wandsbek als Erzieher von Rantzaus Enkeln beschäftigt. In dieser Zeit entstand Rantzaus Trostbuch, die Epistolae consolatoriae, Froben betreute Peter Lindebergs Hypotoposis, ein illustriertes Verzeichnis der von Rantzau errichteten Bauwerke, Rantzaus Calendarium ranzovianum mit Tabellen zur Berechnung des Kalenders (in Dänemark wurde die Kalenderreform von Papst Gregor XIII., deren Zeitgenosse Rantzau war, erst im Jahr 1700 übernommen), er half den Tractatus astrologicus Rantzaus kompilieren und unterstützte Rantzau bei der Erstellung des politischen Leitfadens für König Christian IV. von Dänemark, des Tractatus bellicus, sowie bei seinem Büchlein De origine Cimbrorum. An allen diesen Werken dürfte Froben ein gerüttelt Maß an Mitautorschaft zukommen.
Nach der Hochzeit Frobens mit Margarethe Wittemborg 1595 auf der Wandesburg trat er aus den Diensten des dänischen Statthalters aus und machte sich zunächst in Wandsbek als Gutspächter Rantzaus selbstständig. Mit dem Tode Rantzaus gab er die Pacht wieder auf, zog ins nahe Hamburg und erwarb dort im Jahr 1600 gratis das Bürgerrecht, was damals einer außergewöhnlichen Auszeichnung eines Neubürgers gleichkam. In seiner dort begründeten Verlagsbuchhandlung Biblipolium Frobenianum erschienen bis etwa 1647 um die 200 Bücher und Publikationen, unter anderem das Hamburger Stadtrecht von 1605.

Verlegerzeichen in Johann Kirchmanns De Funeribus Romanorum

## Werke
- Die Literatur zu Frobenius baut auf seiner handschriftlichen Autobiographie auf, die von Auszügen Zeebergs[3] abgesehen unveröffentlicht in der dänischen Königlichen Bibliothek[4] in Kopenhagen liegt (Georg Ludwig Frobenius: Bruchstück aus der eigenhändig geschriebenen Lebensgeschichte Herrn Georg Ludwig Froben ... [vom Mai 1604], Signatur: NKS 2596 fol.).
- Für eine Übersicht seiner Werke als Autor wie als Verleger siehe das Verzeichnis der im deutschen Sprachbereich erschienenen Drucke des 16. Jahrhunderts (VD 16) sowie das Verzeichnis der im deutschen Sprachbereich erschienenen Drucke des 17. Jahrhunderts (VD 17).